# Saint-Pardon-de-Conques

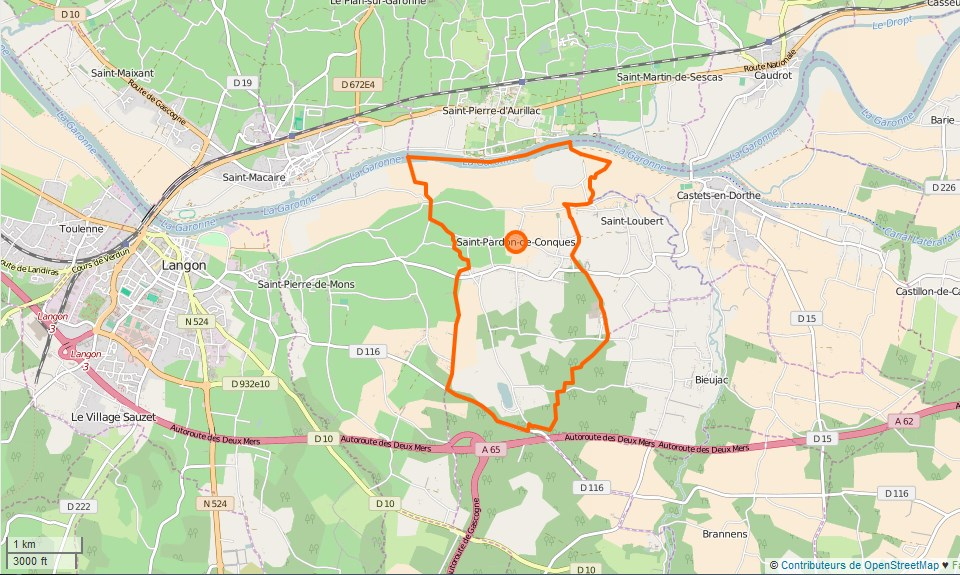
Gemeindegrenzen von Saint-Pardon-de-Conques

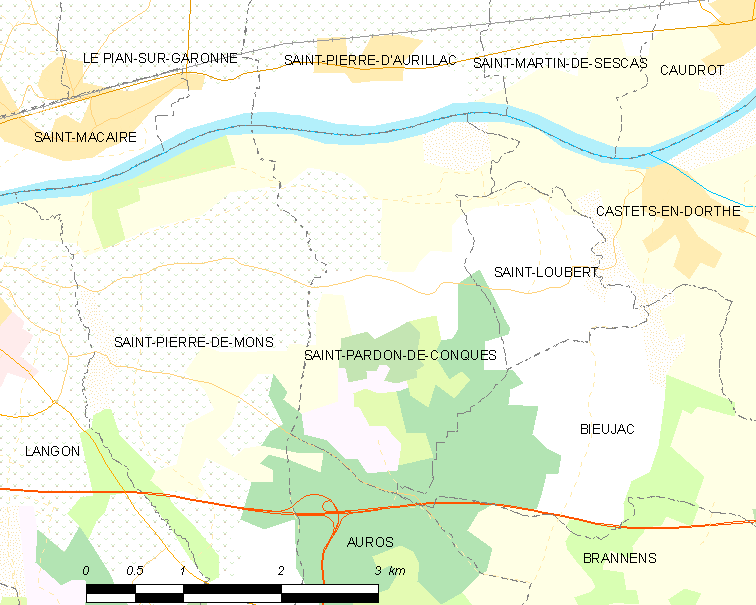
Umgebungskarte von Saint-Pardon-de-Conques

Saint-Pardon-de-Conques ist eine französische Gemeinde mit 639 Einwohnern (Stand: 1. Januar 2022) im Département Gironde in der Region Nouvelle-Aquitaine. Sie gehört zum Kanton Le Sud-Gironde im Arrondissement Langon und ist Mitglied im Gemeindeverband Sud Gironde. Die Einwohner werden Perdonnais genannt.

## Geographie
Saint-Pardon-de-Conques liegt etwa 52 Kilometer südöstlich von Bordeaux an der Garonne. Umgeben wird Saint-Pardon-de-Conques von den Nachbargemeinden Saint-Pierre-d’Aurillac im Norden, Castets et Castillon im Osten und Nordosten, Saint-Loubert im Osten, Bieujac im Südosten, Auros im Süden und Südosten sowie Saint-Pierre-de-Mons im Westen.

## Bevölkerungsentwicklung
| Jahr                      | 1962 | 1968 | 1975 | 1982 | 1990 | 1999 | 2006 | 2013 |
| Einwohner                 | 247  | 197  | 189  | 235  | 361  | 393  | 497  | 562  |
| Quelle: Cassini und INSEE |      |      |      |      |      |      |      |      |

## Sehenswürdigkeiten
- Kirche Saint-Pardon aus dem 11./12. Jahrhundert
- Schloss Les Jaubertes aus dem 16./17. Jahrhundert, seit 1978 Monument historique
- Taubenturm von Le Salin

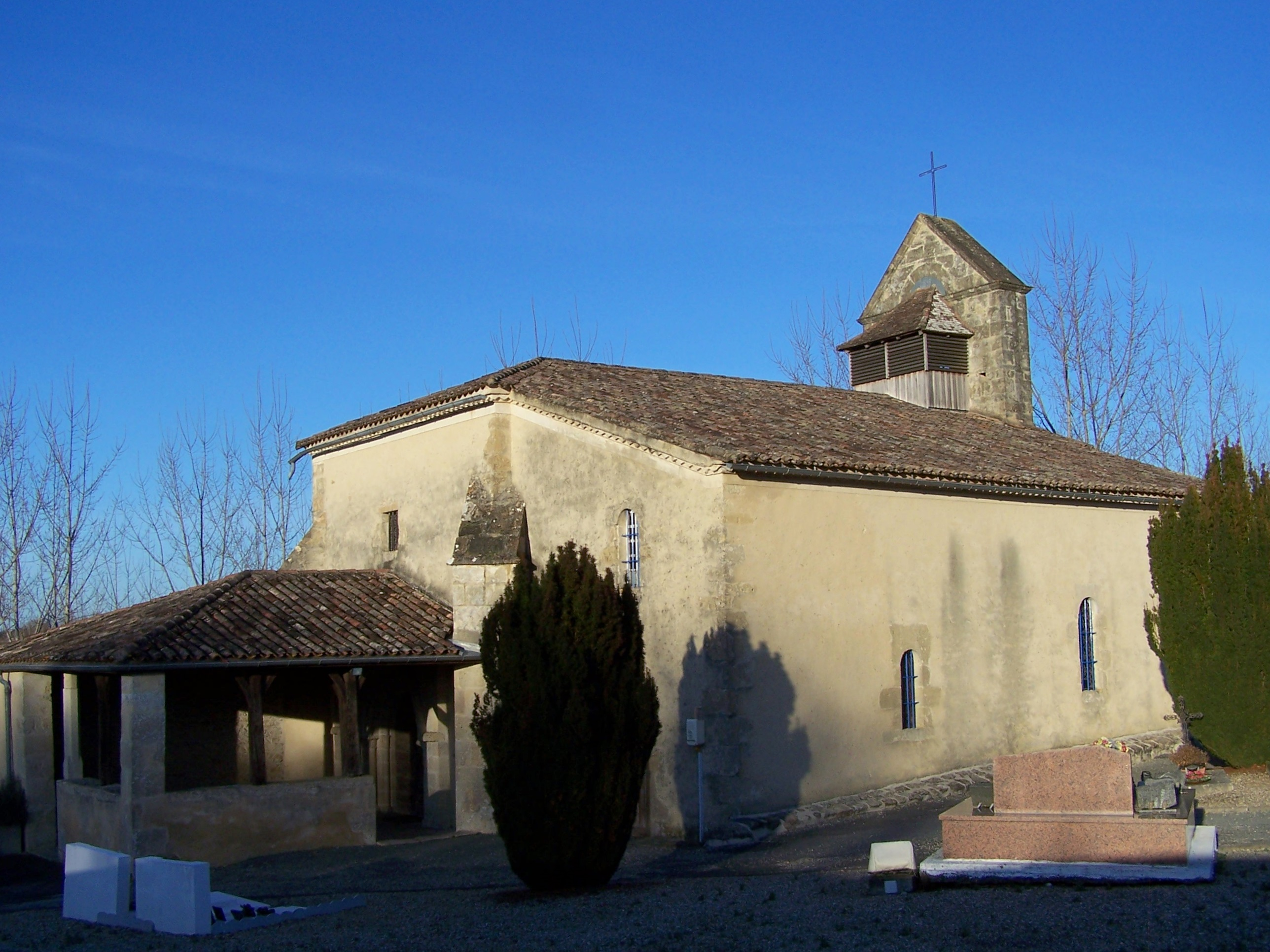
Kirche Saint-Pardon
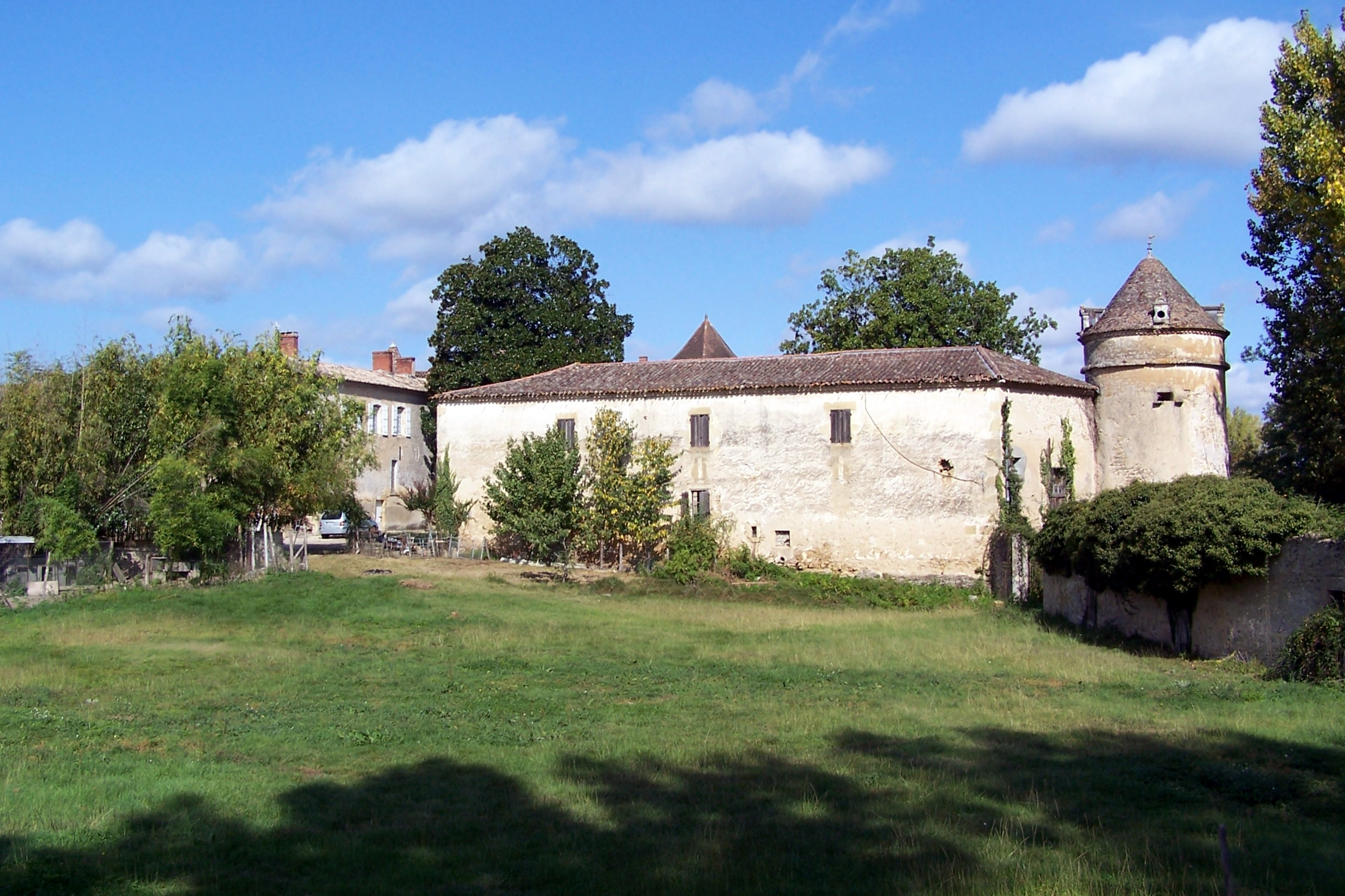
Schloss Les Jaubertes
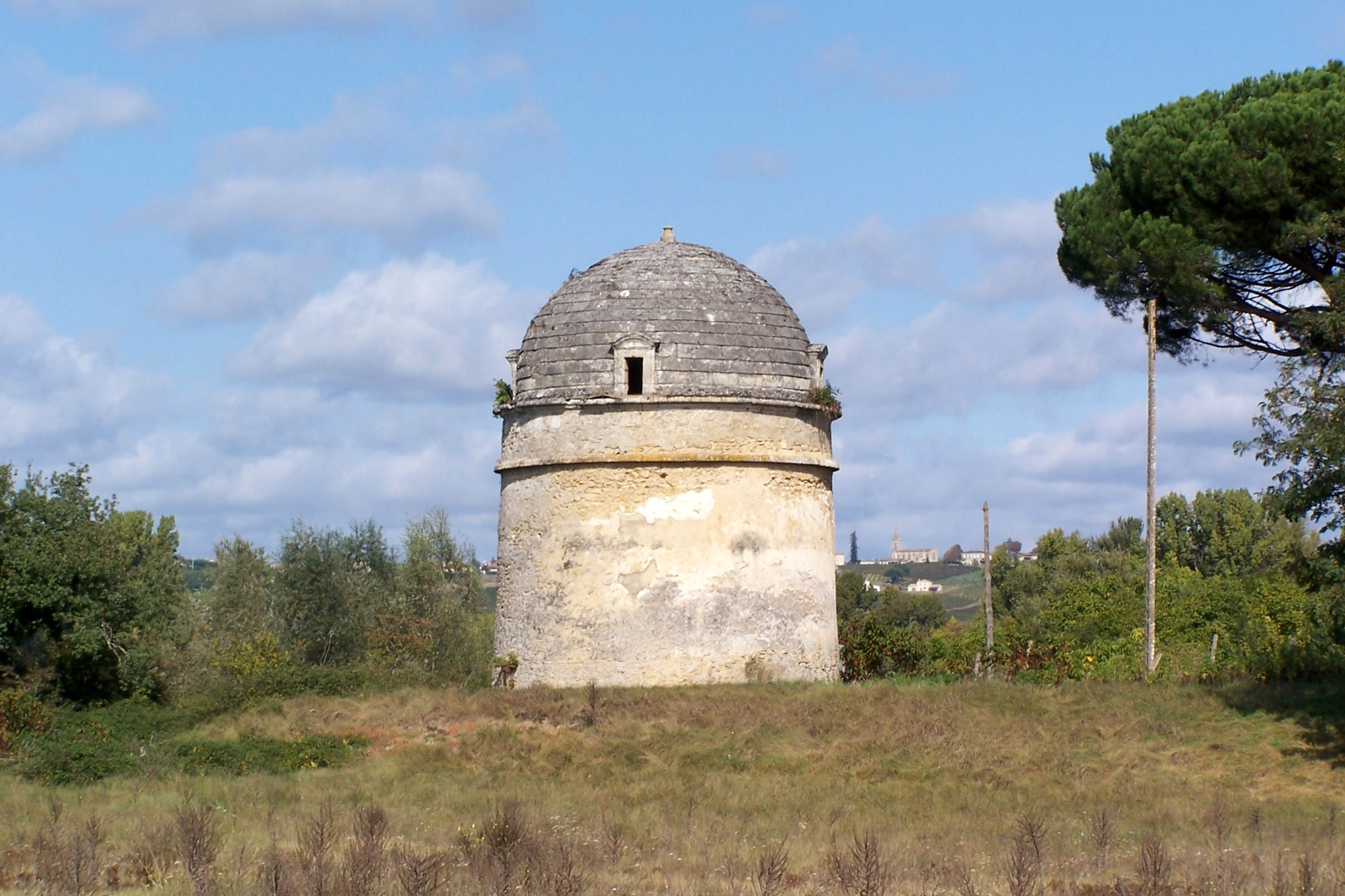
Taubenturm von Le Salin

## Persönlichkeiten
- Marie Colomb (* 1995), Schauspielerin